# Kanton Olargues
Olargues is een voormalig kanton van het Franse departement Hérault. Het kanton maakte deel uit van het arrondissement Béziers. Het werd opgeheven bij decreet van 26 februari 2014 met uitwerking op 22 maart 2015.

## Gemeenten

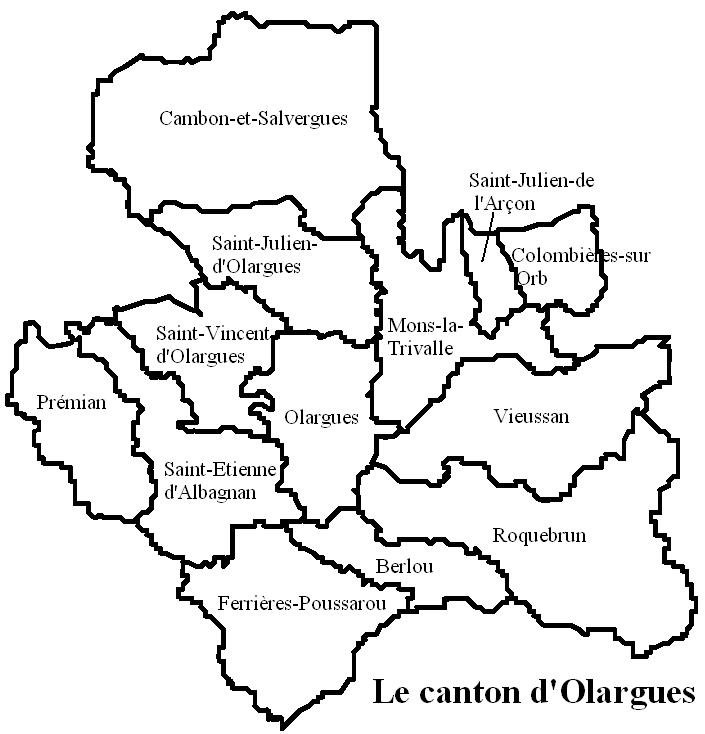
Ligging van gemeenten in het kanton

Het kanton Olargues omvatte de volgende gemeenten:
- Berlou
- Cambon-et-Salvergues
- Colombières-sur-Orb
- Ferrières-Poussarou
- Mons
- Olargues (hoofdplaats)
- Prémian
- Roquebrun
- Saint-Étienne-d'Albagnan
- Saint-Julien
- Saint-Martin-de-l'Arçon
- Saint-Vincent-d'Olargues
- Vieussan